# Berger de Russie méridionale
Pour les articles homonymes, voir Berger (homonymie).

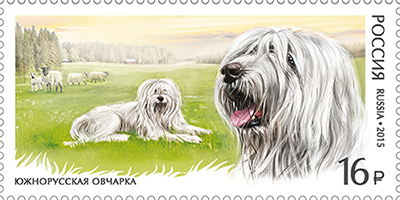
Berger de l'Ukraine (erger de Russie méridionale) sur un timbre postal russe (2015).

Le berger de l'Ukraine (Українська вівчарка) ou berger de Russie méridionale est un chien de berger destiné à la garde des troupeaux de moutons en Ukraine. La  Fédération cynologique internationale le reconnaît sous le nom de ioujnorousskaïa ovtcharka mais on le désigne aussi sous les noms de Ovtcharka, ou Vivtcharka, encore Youjak.

## Description
Son aspect général est celui d'un ours, du fait de sa robe, qui mesure de dix à quinze centimètres de long. Il est le plus souvent blanc, mais parfois gris ou beige. C'est un chien de grande taille, vif et alerte, à la musculature puissante et dont les réactions sont foudroyantes.

## Histoire
C'est une très ancienne race ukrainienne. En effet, dès 1797, on importa d'Espagne des moutons à toison fine et avec eux l'ancêtre du Youjak : le berger des Asturies.
Les bergers de Crimée s'intéressèrent à ce gardien de troupeau qui possédait d'excellentes qualités de travail. Il fut alors mêlé à cette race du sang de berger de Tatarie, de barzoï et de Rousskaïa Psovaïa (ancienne race russe qui a disparu à l'heure actuelle). La race a été développée et améliorée dans la localité d'Askanïa-Nova en Ukraine.
À la fin de la Seconde Guerre mondiale, le Youjak était au bord de l'extinction. Seuls quelques exemplaires furent conservés par des amateurs d'élevage canin. Puis le Youjak commença à être utilisé systématiquement pour le travail de garde dans les grandes entreprises, les élevages et certaines unités de l'Armée rouge. Depuis la chute du mur de Berlin et l'ouverture à l'Ouest, quelques sujets ont été introduits en Europe. Les pays où l'on trouve des bergers de Russie méridionale sont la Pologne, l'Allemagne, les Pays-Bas, la Tchéquie et la Slovaquie. En France, son introduction est  récente, quelques années seulement, et l'on en dénombre à peine une trentaine[Quand ?].

## Caractère et comportement
Fierté de l'élevage ukrainienne, le berger de l'Ukraine est un chien de grande stature, mais très élégant et sans aucune lourdeur, vif à la course, à la mâchoire puissante et aux réflexes constamment en alerte.
Le Youjak est un chien de garde et de protection, aux qualités bergères incontestables.

Il est doté d'un caractère curieux et indépendant, mais n'arrive que lentement à maturité (il lui faudra environ deux ans, voire davantage).
C'est aussi un grand sensible, et capable d'une finesse étonnante. Il aime son maître et sa famille avec passion. Il est très affectueux voire collant, et ne dédaigne pas les caresses. Chez lui, le  berger de l'Ukraine est un gardien intraitable, qui même au repos surveille son petit monde sous des airs nonchalants. Il se caractérise essentiellement par un sens inné de la défense de la maison et de la famille. Il prend l'initiative de l'attaque dès qu'il le juge nécessaire.
Il ne faut pas le sous-estimer : il est plein de tempérament, vif, courageux et doté d'une ouïe très fine. Sa méfiance envers les étrangers est légendaire. En effet, il ne se laissera pas caresser par n'importe qui.